# 鈴木教雄
鈴木 教雄（すずき のりお、1966年12月 - ）は静岡県出身の写真家。多摩美術大学美術学部建築学科卒業。日本広告写真家協会正会員。
現在、扶桑社で出版している防衛省が編集協力をしている情報誌「MAMOR」（マモル）で女性タレントを使った表紙写真と巻頭グラビアの撮影を担当中。

## 主な作品
- Kinki Kids「A album」ジャケット撮影（1999年）
- 24人の[加藤あい]写真集（2001年）
- 日本の恋と、ユーミンと。公式Youtubeチャンネル（2012年）
- 扶桑社 MAMOR 表紙及び巻頭グラビア撮影（2014年より）

## 賞歴
（出典：）
- 1997 JPS（日本写真家協会）展 入選
- 1998 JPS（日本写真家協会）展 入賞（優秀賞）
- 2002 APA（日本広告写真家協会）展 入選
- 2015 APA（日本広告写真家協会広告部門）展 入選
- 2020 IPA (International Photography Awards)  Professional: Film, Landscape部 Honorable Mention（特別賞）
- 2023 IFPA (International Film Photography Awards) Analog Sparks / Lifestyle ,Other部　Bronze Winner (銅賞）
- 2023 IPA (International Photography Awards)  Professional:  Analog / Film部　Honorable Mention（特別賞）
- 2023 IPA (International Photography Awards)  Professional:  Analog / Film部 Official Selection（審査員特別賞）
- 2024 IFPA (International Film Photography Awards) Analog Sparks / Lifestyle部 Honorable Mention（特別賞）
- 2024 IPA (International Photography Awards)  Professional:  Analog / Film部 Official Selection（審査員特別賞）
- 2024 IPA (International Photography Awards)  Professional:  Analog / Film部 Bronze Winner (銅賞）
- 2024 BIFA (Budapest International Foto Awards) Professional:  Analog / Film部  Gold Winners(金賞）